# Faras Saghir
Faras Saghir (arab. فرس صغير) – wieś w Syrii, w muhafazie Aleppo, w dystrykcie Manbidż. W 2004 roku liczyła 1639 mieszkańców.